# Jeremy Hayward
Jeremy Thomas Hayward (* 3. März 1993 in Darwin, Northern Territory) ist ein australischer Hockeyspieler, der mit der australischen Hockeynationalmannschaft 2014 Weltmeister und 2018 Weltmeisterschaftsdritter war, 2021 erhielt er die olympische Silbermedaille.

## Sportliche Karriere
Jeremy Hayward gewann mit der australischen Mannschaft 2010 den Titel bei den Olympischen Jugendspielen in Singapur. Der Stürmer debütierte 2014 in der Nationalmannschaft. Er absolvierte bis 2024 233 Länderspiele.
Bei der Weltmeisterschaft 2014 in Den Haag gewannen die Australier ihre Vorrundengruppe mit fünf Siegen in fünf Spielen. Nach einem 5:1-Halbfinalsieg über die argentinische Mannschaft bezwangen die Australier im Finale die niederländische Mannschaft mit 6:1. 2015 verletzte sich Hayward und kehrte erst nach einigen Monaten Pause zurück. Bei den Olympischen Spielen 2016 in Rio de Janeiro gehörte er zwar mit einer P-Akkreditierung zum erweiterten Kader, wurde aber nicht eingesetzt.
Im April 2018 fand im australischen Gold Coast die Commonwealth Games statt. Die Australier gewannen alle sechs Spiele, im Finale besiegten sie die Neuseeländer mit 2:0. Ende 2018 fand im indischen Bhubaneswar die Weltmeisterschaft 2018 statt. Die australische Mannschaft unterlag den Niederländern im Halbfinale nach Penaltyschießen. Im Spiel um den dritten Platz bezwangen die Australier die englische Mannschaft mit 8:1. Bei den Olympischen Spielen in Tokio gewannen die Australier ihre Vorrundengruppe und entschieden im Viertelfinale das Penaltyschießen gegen die Niederländer für sich. Nach einem Halbfinalsieg über die deutsche Mannschaft unterlagen die Australier im Finale den Belgiern im Penaltyschießen.
2022 gewann Hayward mit dem australischen Team bei den Commonwealth Games in Birmingham. Hayward erzielte seine sechs Turniertore in nur zwei Spielen, viermal ging er leer aus. Bei der Weltmeisterschaft 2023 in Bhubaneswar gewannen die Australier im Viertelfinale gegen die spanische Mannschaft und verloren im Halbfinale gegen die Deutschen. Das Spiel um Bronze entschieden die Niederländer mit 3:1 für sich. Hayward war mit neun Toren bester Torschütze des Turniers. Bei den Olympischen Spielen 2024 in Paris schieden die Australier im Viertelfinale gegen die Niederländer aus. Hayward wirkte in allen sechs Spielen mit.